# Ledelse
 "Chef" omdirigeres hertil. For South Park-figuren, se Chef (South Park).
Ledelse er et begreb, der betegner den administrative, styrende del af en leders arbejde. Lederen kaldes en chef og har normalt det største ansvar i en virksomhed. Der skelnes nogle gange mellem chefgruppe og ledergruppe, hvor chefgruppen består af mellemledere/afdelingsledere, mens ledergruppen udgøres af direktionen. Ofte vil den også omfatte en souschef, som er stedfortræder eller den næstkommanderende efter chefen/områdelederen.
Ordet ledelse bliver også tit brugt om de personer der udfører ovenstående.
I britisk/amerikansk ledelsesteori skelnes mellem management (som er det engelske ord for ledelse) og leadership (førerskab). Kort fortalt er management at gøre tingene rigtigt, mens leadership er at gøre de rigtige ting.

## Manager
En manager er en person der tager sig af den forretningsmæssige og/eller karrieremæssige side af en kunstner eller idrætsudøver/sportsholds virksomhed. En manager tager sig af administrative opgaver, kontrakter, marketing, salg, netværk, med mere,[kilde mangler] så den person manageren har ansvar for kan fokusere på sit eget erhverv. Manageren kan også fungere som træner og sparringspartner, foruden at være talentspejder.

### Etymologi
Ordet kommer fra engelsk, hvor manager betyder bestyrer eller administrator,[kilde mangler] og bruges oftest om en chef, især i forretningslivet (business manager, executive manager osv). På dansk bruges der andre betegnelser fra latin, dansk, fransk og andre sprog om de forskellige erhvervsposter og bestyrelser.

### Sport
En manager i sport vil være rangeret over cheftrænerens rolle, men under sportsdirektøren, men disse vil ofte arbejde tæt sammen. Det kan også være en rolle hvor cheftræner og sportsdirektør er slået sammen. Manageren vil blandt andet stå for transfer af spillere, men også stå for den overordnede taktik.[kilde mangler]

### Musik
En manager i musik tager sig af det administrative for kunstneren, herunder booking af aftaler, koncerter, medieoptrædner med videre - og har dermed det overordnede ansvar for kunstnerens karriere forløbet som den skal.[kilde mangler]